# Турень (Румунія)
Турень, Турені (рум. Tureni) — село у повіті Клуж в Румунії. Входить до складу комуни Турень.
Село розташоване на відстані 306 км на північний захід від Бухареста, 18 км на південний схід від Клуж-Напоки.

## Населення
За даними перепису населення 2002 року у селі проживали 1027 осіб.
Національний склад населення села:
| Національність | Кількість осіб | Відсоток |
| -------------- | -------------- | -------- |
| румуни         | 524            | 51,0%    |
| угорці         | 497            | 48,4%    |

Рідною мовою назвали:
| Мова      | Кількість осіб | Відсоток |
| --------- | -------------- | -------- |
| румунська | 530            | 51,6%    |
| угорська  | 497            | 48,4%    |